# Viviers, Ardèche
Viviers (cũng còn gọi là Viviers-sur-Rhône) là một xã ở tỉnh Ardèche, vùng Rhône-Alpes ở đông nam nước Pháp.

## Dân số
| Năm  | Dân số |
| ---- | ------ |
| 1962 | 3.336  |
| 1968 | 3.389  |
| 1975 | 3.194  |
| 1982 | 3.282  |
| 1990 | 3.407  |
| 1999 | 3.413  |